# Sotang
Sotang (Nepali सोताङ) ist ein Dorf und war ein Village Development Committee (VDC) im Distrikt Solukhumbu der Provinz Koshi in Ost-Nepal.
Sotang liegt im Hochhimalaya, 58 km südlich vom Mount Everest. Das Dorf liegt südlich des Hunku Drangka. Gudel liegt östlich von Sotang.

## Einwohner
Das VDC Sotang hatte bei der Volkszählung 2011 5834 Einwohner (davon 2877 männlich) in 1288 Haushalten.